# 1908

## Події
- 12 квітня — галицький студент Мирослав Січинський на знак протесту проти шовінізму польських урядовців вбив намісника Галичини графа Анджея Потоцького.
- 7 жовтня — Франц-Йосип спеціальною прокламацією оголосив про анексію Боснії та Герцеговини в складі Австро-Угорщини.

### Наука
- Густав Мі розв'язав задачу про розсіювання світла сферичною частинкою.
- Сформульований закон Харді — Вайнберга.

### Аварії й катастрофи
- 23 березня — Японський пароплав Мацу Мару (Matsu Maru) затонув у результаті зіткнення недалеко від Хакодате, Японія. Загинуло 300 чоловік.
- 30 квітня — Японський навчальний крейсер Матсушіма (Matsushima) затонув після вибуху боєзапасу в Тайванській протоці. Загинуло 206 чоловік.
- 28 липня — Англійський пароплав «Їнг Кінг» (Ying King) затонув під час шторму біля Гонконгу. Загинуло близько 300 чоловік.
- 6 листопада — Англійський пароплав «Тейш» (Taish) затонув під час шторму. Загинуло близько 150 чоловік.

## Народились
Дивись також Категорія:Народились 1908
- 9 січня — Маргелов Василь Пилипович, Командувач повітряно-десантних військ СРСР, Герой Радянського Союзу, генерал армії, Десантник номер один.
- 12 січня — Жан Деланнуа, французький актор, кінорежисер, сценарист, володар золотої пальмової гілки Каннів.
- 15 січня — Едвард Теллер, американський фізик-ядерник.
- 22 січня — Ландау Лев Давидович, російський радянський фізик.
- 12 лютого — Жан Еффель, французький художник-карикатурист.
- 14 лютого — Шелест Петро Юхимович, український державний діяч.
- 5 березня — Рекс Гаррісон, американський актор.
- 7 березня — Анна Маньяні, італійська акторка театру і кіно (пом. 1973).
- 17 березня — Борис Полевой, російський письменник.
- 25 березня — Девід Лін, англійський кінорежисер.
- 5 квітня — Герберт фон Караян, видатний австрійський диригент.
- 5 квітня — Бетті Девіс, американська акторка.
- 11 квітня — Абакумов Віктор Семенович, радянський генерал, міністр держбезпеки СРСР (1946—1951).
- 26 квітня — Ширлі Гріффіт, американський блюзовий музикант
- 20 травня — Джеймс Стюарт, американський кіноактор.
- 23 травня — Джон Бардін, американський фізик, винахідник напівпровідникового транзистора.
- 28 травня — Ян Ланкастер Флемінг, англійський письменник.
- 30 травня — Ганнес Альвен, шведський фізик і астроном, лауреат Нобелівської премії з фізики 1970 року.
- 24 червня — Тулліо Пінеллі, італійський драматург і кіносценарист.
- 26 червня — Сальвадор Альєнде, президент Чилі (1970–73).
- 27 червня — Жуан Ґімараїнш Роза, відомий бразильський прозаїк.
- 1 липня — Есте Лаудер, засновниця косметичної імперії.
- 22 липня — Іван Черінько, український і туркменський художник і педагог (пом. 1948).
- 8 серпня — Яків Баш, український радянський письменник, (пом. 1986).
- 23 серпня — Артюр Адамов, французький письменник-авангардист.
- 31 серпня — Вільям Сароян, американський письменник.
- 4 вересня — Едвард Дмитрик, американський кінорежисер українського походження.
- 7 вересня — Майкл ДеБейкі, американський кардіохірург.
- 9 вересня — Чезаре Павезе, італійський письменник.
- 17 вересня — Джон Крізі, американський письменник.
- 30 вересня — Ойстрах Давид Федорович, російський скрипаль, педагог.
- 3 жовтня — Вазген I, католікос всіх вірмен (1955–94).
- 9 жовтня — Жак Таті, французький кінорежисер.
- 16 жовтня — Енвер Ходжа, албанський політичний і державний діяч.
- 21 жовтня — Хорхе Отейса, іспанський скульптор.
- 15 листопада — Карло Абарт, італійський автопромисловець.
- 28 листопада — Клод Леві-Строс (Claude Levi-Strauss), французький антрополог, етнограф, соціолог і культуролог (пом. 2009).
- 13 грудня — Плятт Ростислав Янович, російський театральний і кіноактор.
- 17 грудня — Віллард Френк Ліббі, американський хімік.

## Померли
Дивись також Категорія:Померли 1908
- 21 березня — Антонович Володимир Боніфатійович, український історик й етнограф.
- 12 квітня — Анджей Потоцький, польський політичний діяч в Галичині.
- 26 квітня — Гаврило Гаврилович Густавсон, російський хімік-органік (*1843).
- 23 липня — Агренєв-Слов'янський Дмитро Олександрович, російський співак (тенор), хоровий диригент, збирач народних пісень (* 1834).
- 11 серпня — Олексій Павлович Ганський, астроном, ініціатор створення Сімеїзької обсерваторії.

## Нобелівська премія
- з фізики: Габрієль Ліппман, «За створення методу фотографічного відтворення кольорів на основі явища інтерференції».
- з хімії: Ернест Резерфорд, за дослідження в області радіоактивних перетворень хімічних елементів.
- з медицини та фізіології: Мечников Ілля Ілліч та Пауль Ерліх «На знак визнання праць про імунітет».
- з літератури: Рудольф Крістоф Ойкен, німецький письменник і філософ
- премія миру: Клас Понтус Арнолдсон як засновник Шведського товариства миру та арбітражу, та Фредрик Байєр як почесний президент Постійного Міжнародного бюро миру